# Хреновское сельское поселение (Новоусманский район)
Хреновское сельское поселение — муниципальное образование в составе Новоусманского района Воронежской области.
Административный центр — село Хреновое.

## Административное деление
В состав поселения входят:
- село Хреновое
- поселок Волна-Шепелиновка
- село Рыкань